# Emil Krafth
Emil Henry Kristoffer Krafth (Ljungby, 1994. augusztus 2. –) svéd válogatott labdarúgó, a Newcastle United játékosa.

## Nemzetközi pályafutás
Krafth 17 évesen és 309 naposan a svéd U21-es labdarúgó-válogatott 5. legfiatalabb tagja lett, mikor 2012. június 6-án Málta ellen pályára lépett.

## Magánélete
Krafth gyermekkora óta a Manchester United szurkolója.